# Andreas Kriegenburg
Andreas Kriegenburg   (Magdeburg, 15 de novembre de 1963) és un director de teatre i d'òpera alemany.
Kriegenburg va començar com fuster de models al taller del teatre Maxim Gorki de Magdeburg. És allà on va néixer el seu entusiasme per fer teatre i el 1984 va esdevenir l'assistent de direcció al petit Teatre Gerhart Hauptmann de Zittau. El 1988, se'n va anar a un teatre més gran, el Kleist-Theater de Frankfurt de l'Oder, on va començar com a assistent, però aviat hi va poder realitzar el seu primer treball com a director independent.
Després de la reunificació alemanya (1989-1900), es va traslladar a Berlín al teatre Volksbühne de la plaça Rosa-Luxemburg el 1991 i en va ser director permanent fins a 1996. A més de les produccions de Frank Castorf, va crear una alenada d'aire fresc a l'escena teatral alemanya. La seva producció de Woyzeck de Georg Büchner va ser seleccionada per al festival de teatre Berliner Theatertreffen. Va continuar amb estades al Teatre Estatal de la Baixa Saxònia a Hannover (1997–1999) i del Burgtheater de Viena (1999–2001) van seguir com a director resident.
Des de 2001, Andreas Kriegenburg era director principal del Thalia Theater d'Hamburg. A més del seu treball a Hamburg, va dirigir l'Oresteia d'Èsquil com a convidat del Münchner Kammerspiele el 2002, el Nibelungen de Friedrich Hebbel el 2004, el 2006 Les tres germanes d'Anton Txékhov i el 2008 El procés de Franz Kafka. El van convidar amb aquestes produccions el 2003, el 2005, el 2007 i el 2009 al festival Theatertreffen de Berlín. El 2006 va debutar com a director d'òpera al Teatre de Magdeburg amb la producció d'Orfeu i Eurídice de Gluck. Al setembre de 2009 se'n va anar cap al Deutsches Theater a Berlín juntament amb el director artístic Ulrich Khuon.
Kriegenburg va treballar amb el dissenyador de vestuari Andrea Schraad i –si no ho feia ell mateix l'escenografia– amb l'escenògraf Harald B. Thor.
La seva producció Die Nibelungen al Kammerspiele de Múnic va rebre el cobejat premi Nestroy de teatre a la millor producció alemanya de l'any 2005. La seva producció Das letzte Feuer al Thalia Theater d'Hamburg va rebre el «Faust Theatre Award» 2008. La seva posada en escena de 3,5 hores de l'obra de Dea Loher Diebe (Lladres, 2010) al Deutsches Theater de Berlín va causar sensació quan va aparèixer com a convidat al teatre Cameri de Tel-Aviv.
Andreas Kriegenburg també ha treballat com a director autònom des del 2016, any al qual va fer el muntatge d'Otel·lo de Giuseppe Verdi al Liceu a Barcelona, on transfereix l'escenari en un camp de refugiats, escenografia estrenada a Berlín el 2010. El 2018 va realitzar amb molt èxit Peer Gynt d'Henrik Ibsen al teatre de Frankfurt del Main.

## Guardons
- 2016: Europe Prize Theatrical Realities (Premi Europa de Realitats teatrals).[8] El premi, dotat per la Comissió Europea amb 30.000 euros (repartits entre els cinc guanyadors), honora artistes o teatres que han prestat serveis destacats al teatre a Europa d'una manera original i innovadora.
- 2010: Premi al millor imatge d'escenari per Diebe (Lladres) de Dea Loher, per la revista Theater heute[9]
- 2009: Premi al millor imatge d'escenari per El Procès de Kafka, per la revista Theater heute[9]
- 2005: Premi Nestroy per la producció de Die Nibelungen de Friedrich Hebel[3]